# غلوباليكس
غلوبليكس (GlobaLeaks) هي برمجيّة حرّة ومجانية تهدف إلى تمكين خلق مبادرات للإبلاغ عن الفساد بطريقة آمنة ومجهولة المصدر. تم تطوير البرمجيّة من قبل مركز هيرميس للشفافية وحقوق الإنسان الرقمية (Hermes Center for Transparency and Digital Human Rights) وهي منظمة غير حكومية إيطالية من أجل دعم حرية التعبير على الإنترنت.
يخول البرنامج أي شخص، حتى غير المتمكنين من المهارات التقنية، لبعث والعناية بسهولة بمنصّة إلكترونية للإبلاغ عن الفساد.

## التاريخ
ولد المشروع في 15 ديسمبر 2010  وتمّ الإعلان عن النموذج الأوّل في 6 سبتمبر 2011 
تمّ تطوير غلوبليكس 0.1 بتمويل من الوكالة الأمريكيّة للتنمية بصربيا.
في عام 2011، أصبح المشروع تور2واب Tor2web جزء من غلوبليكس وتمّ نشر خطّة تنمية على المدى الطّويل: خطّة مشروع غلوبليكس.
في عام 2012، تمّ إنشاء المنظّمة غير الربحيّة: مركز هرمس للشفافيّة وحقوق الإنسان الرقميّة ومقرّه في إيطاليا. وموّلت برمجيّات غلوبليكس 2.0 (GlobaLeaks 2.0) و تور2واب 3.0 (Tor2web 3.0) بما قيمته 108,400$ من قبل صندوق التكنولوجيا المفتوحة ضمن برنامج الحريّة للتواصل (Freedom2Connect).
في عام 2013، تمكن المشروع من الاستمرار بناء على عدد من التبرعات والكثير من العمل التطوعي الذي قام به الأعضاء المؤسسين.
في عام 2014، منح مركز هيرميس 200,000 € من قبل مؤسسة Hivos من أجل خلق مبادرات للإبلاغ عن الفساد في جنوب الكرة الأرضية.
في يوليو عام 2014، تم تمويل مشروع غلوباليكس بقيمة 234,000 $ من قبل صندوق التكنولوجيا المفتوحة من أجل تطوير خارطة طريق جديدة.
في سبتمبر 2014، بدأت منظمة الشفافية الدولية بايطاليا مشروع بالتعامل مع غلوباليكس للدعوة لمكافحة الفساد وتقديم المشورة القانونية بمساهمة قدرها 6.000 € موفرة من طرف الاتحاد الأوروبي.

## النموذج
لا تتلقي الجمعيّة التي طورت غلوبليكس محتوى البلاغات. ولكن بدلا من ذلك تدعو منظّمات حقوقية واعلامية مهنية متعددة التي تريد بناء نظام لكشف الفساد لتلقي البلاغات، التحقيق في صلوحيتها والعمل على كشف الحقيقة. تثبيت غلوبليكس يساهم في تقييد المسؤولية وارجاعها إلى المنظمات المرسل اليها وإلى تشكيل شبكة رقميّة موزّعة. لان استعمل موقع ويكيليكس نظام مركزي شبيه بنابستر (Napster) فانّ منصة غلوبليكس تهدف إلى إنشاء شبكة توزيع شبيهة ببيت تورنت (BitTorrent).
و الهدف من هذا هو تمكين أيّ كيان سواء كان ذلك إدارة عامّة، صحيفة يوميّة، شركة كبيرة أو جمعيّة مواطنين من خلق منصة غلوبليكس الخاصّة بها بطريقة سهلة وسريعة. وتتمثّل الفكرة الأساسيّة في تسهيل استعمال وسائل نقل وتوظيف المعلومات.

## كيفية الاشتغال
يستخدم برنامج غلوباليكس الخدمات الخفية لتور (Tor Hidden Services) لضمان عدم الكشف عن مصدر البلاغ وTor2web من أجل الحصول على وسائل الاتصال العامة على الويب.
ما ان تتم عملية الإبلاغ على منصّة غلوباليكس، يتم تشفير البيانات باستخدام تقنية PGP ويقوم النظام بإعلام المرسل إليهم المسجلين آلّيا (على سبيل المثال، وسائل الإعلام المحلية والمنظمات غير الحكومية، أو حتى الصحفيين المستقلين).
منصة غلوباليكس لا تخزن أي معلومات بشكل دائم ويتم حذف البلاغات والملفات التي قدمت في أقرب الآجال مع احترام سياسة صارمة للاحتفاظ بالبيانات.

## المبادرات التي تستخدم غلوبليكس
بحلول عام 2017، تم تدويل غلوباليكس بأكثر من 20 لغة وأكثر من 60 مشروعا ومبادرة في جميع أنحاء العالم تستخدم البرنامج. يشمل مستخدمي البرنامج وسائل الإعلام المستقلة والنشطاء وكالات الإعلام والشركات وأكثر من ذلك.
وضع مركز هيرميس سجلّ رسمي يحتوي على قائمة المشاريع والمبادرات التي تستخدم غلوباليكس يمكن العثور عليها على موقع غلوباليكس.

## وصلات خارجيّة
الموقع الرسمي
غلوبليكس على Github
1. ↑  "The globaleaks Open Source Project on Open Hub: Languages Page". أهلوه. اطلع عليه بتاريخ 2018-09-07.
2. ↑  Filastò، Arturo (6 سبتمبر 2011). "Globaleaks demo of the Prototype online!". Full Disclosure (Mailing list). مؤرشف من الأصل في 2017-01-04. اطلع عليه بتاريخ 2012-01-21.
3. 1 2  "Workshops/GlobaLeaks - 28C3 public wiki". مؤرشف من الأصل في 2019-06-23. اطلع عليه بتاريخ 2022-05-04.
4. ↑  WE - Whistleblowing Everywhere - 30C3_Public_Wiki نسخة محفوظة 19 ديسمبر 2017 على موقع واي باك مشين.
5. ↑  GlobaLeaks - 30C3_Public_Wiki نسخة محفوظة 09 ديسمبر 2014 على موقع واي باك مشين.
6. ↑  "Whistleblowing Rippling into New Corners" (بالإنجليزية الأمريكية). Archived from the original on 2016-12-21. Retrieved 2022-05-04.
7. ↑  "OHM2013 Program". مؤرشف من الأصل في 2014-12-29.
8. ↑  "[Full-disclosure] An idea of leaking alternative to wikileaks". مؤرشف من الأصل في 27 فبراير 2014. اطلع عليه بتاريخ أغسطس 2020. {{استشهاد ويب}}: تحقق من التاريخ في: |تاريخ الوصول= (مساعدة)
9. ↑  pre-alpha: run an onion proxy now! نسخة محفوظة 05 يوليو 2017 على موقع واي باك مشين.
10. ↑   https://web.archive.org/web/20160416072606/https://globaleaks.org/ProjectPlan.pdf. مؤرشف من الأصل (PDF) في 2016-04-16. {{استشهاد ويب}}: الوسيط |title= غير موجود أو فارغ (مساعدة)
11. ↑  GlobaLeaks | Open Technology Fund نسخة محفوظة 28 أبريل 2015 على موقع واي باك مشين.
12. ↑  GlobaLeaks Wants To Be The Bittorrent To WikiLeaks' Napster نسخة محفوظة 07 أكتوبر 2016 على موقع واي باك مشين.
13. ↑  Hacker in campo contro i corrotti GlobaLeaks, la denuncia in p2p - Repubblica.it نسخة محفوظة 04 فبراير 2017 على موقع واي باك مشين.
14. ↑  Il software (democratico) che tutela le fonti - Corriere.it نسخة محفوظة 04 فبراير 2017 على موقع واي باك مشين.
15. ↑  سجلّ رسمي يحتوي على قائمة المشاريع و المبادرات التي تستخدم غلوباليكس GlobaLeaks نسخة محفوظة 21 أبريل 2017 على موقع واي باك مشين. [وصلة مكسورة]

المراجع متوفرة باللغة الإنجليزية والإيطالية

## روابط خارجية
- غلوباليكس على موقع Open Hub (الإنجليزية)